# PKO-Rundbau in Warschau

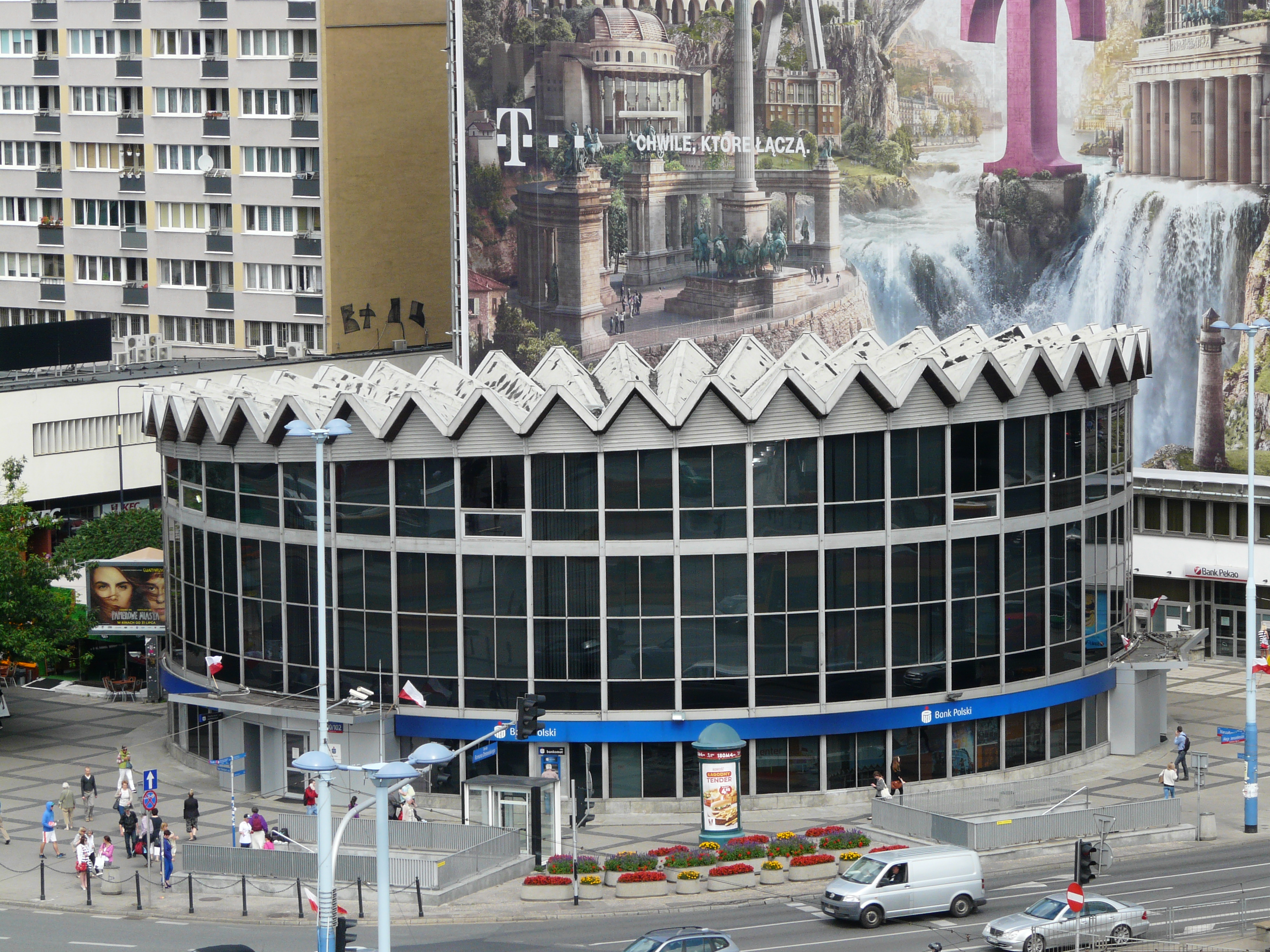
PKO-Rundbau in Warschau

Der PKO-Rundbau in Warschau (polnisch: Rotunda PKO w Warszawie) war ein Bankgebäude an der wichtigsten Straßenkreuzung Warschaus – am Dmowski-Rundplatz.
Der Rundbau wurde 1966 nach dem Entwurf des Architekten Zbigniew Karpiński errichtet und bildete den Abschluss des 1960–1969 entstandenen Kaufhauskomplexes Ściana Wschodnia („Ostwand“). Wegen der Zickzackform des Daches erhielt das Gebäude den Spitznamen „Generalstorte“, da es dem Zickzackmuster am Mützenrand polnischer Generäle ähnelte.
Das Gebäude ist nicht nur wegen seiner markanten Architektur bekannt. Am 15. Februar 1979 um 12:37 Uhr kam es zu einer Explosion, durch die 49 Kunden und Angestellte der PKO-Sparkasse ums Leben kamen und weitere 110 Personen verletzt wurden. Die Behörden gaben als Ursache eine Gasexplosion an, aber die Warschauer hielten auch einen politisch motivierten Anschlag für möglich.
Das zu 70 % zerstörte Gebäude wurde im Eiltempo fast ohne Änderungen wiederaufgebaut und Ende Oktober wiedereröffnet.
Der Inhaber des Gebäudes – die PKO-Sparkasse – möchte das Gebäude aus wirtschaftlichen Gründen abreißen und durch einen moderneren Rundbau ersetzen, aber die empörten Warschauer protestierten dagegen heftig und verlangten den Eintrag des schon 46 Jahre alten Gebäudes in die Liste der Denkmalschutzobjekte.
Oft diente die Rotunde als eine riesige Litfaßsäule.